# Nový hrad (Hanušovice)

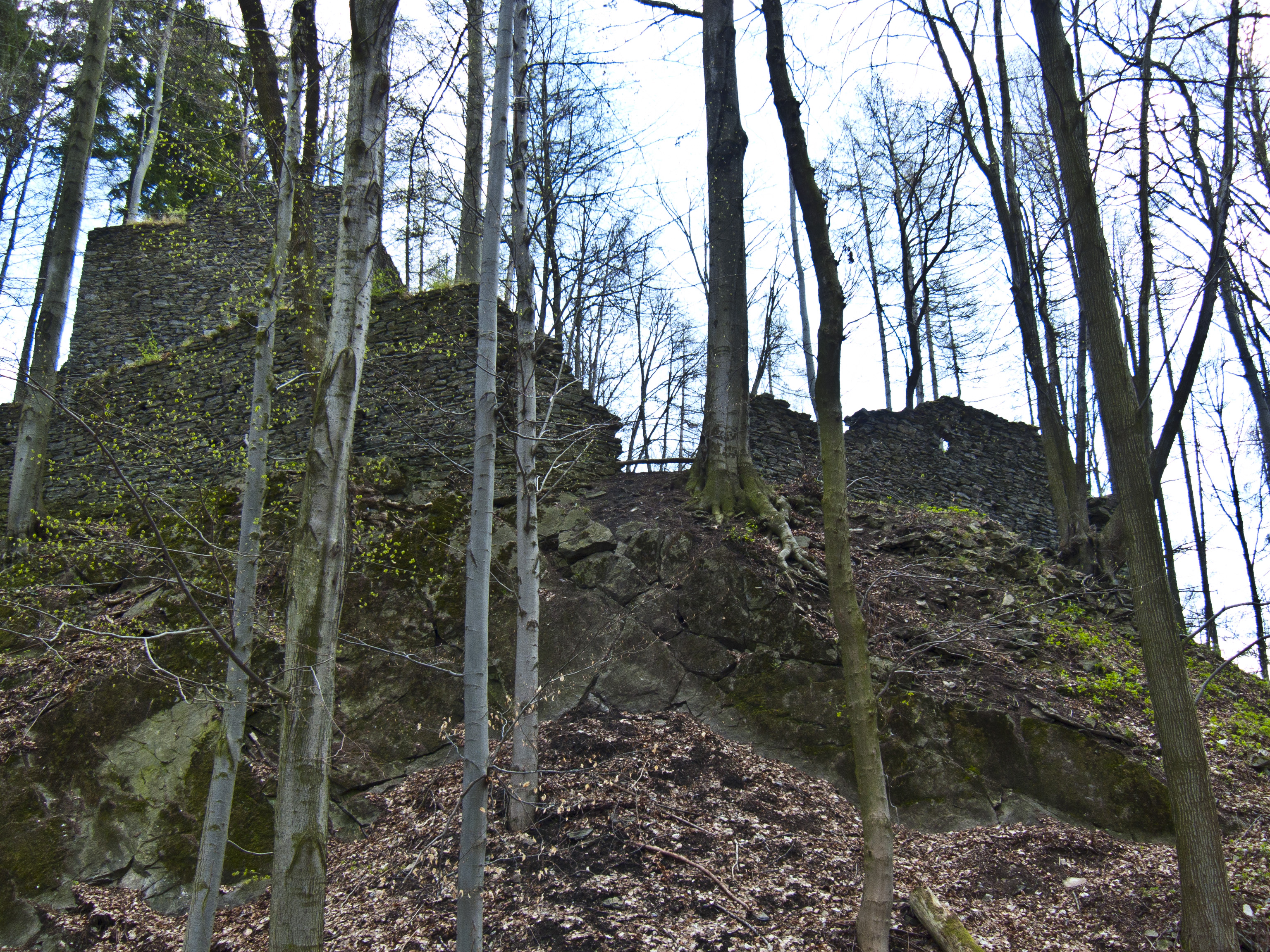

Die Burgruine Nový hrad (deutsch Neuhaus, ursprünglich Fürchtenberg, auch Gabelsberg) befindet sich auf dem Gebiet der Stadt Hanušovice in Tschechien.

## Geographie
Die Burgruine Nový hrad befindet sich im Hannsdorfer Bergland, vier Kilometer südlich von Hanušovice, linksseitig über dem Tal der March gegenüber dem Dorf Dvůr Raškov (Nikleshof).

## Geschichte
Erstmals schriftlich erwähnt wurde die Burg Fürchtenberg im Jahre 1374. Während des böhmisch-ungarischen Thronfolgekrieges wurde sie 1471 zerstört und nicht wieder aufgebaut. Seit 1504 wird sie als wüst beschrieben.
Die Ruine nimmt eine Fläche von anderthalb Hektar ein. Die Befestigungsanlagen haben eine Länge von 100 bis 300 Metern. Damit gehörte Fürchtenberg zu den größten Burgen in Mähren. Erhalten sind Reste der Burg und Vorburg, insbesondere der Stumpf des eingefallenen Bergfrieds und des Palas.
Die Ruine befindet sich heute im Besitz von Karl von Mornstein-Zierotin.